# Rajiv Gandhi
Pour les articles homonymes, voir Gandhi (homonymie).
Rajiv Gandhi (devanāgarī : राजीव गांधी, API : /raːdʒiːv gaːnd̪ʰiː/), né le 20 août 1944 à Mumbai et mort assassiné le 21 mai 1991 à Sriperumbudur, est un homme d'État indien, le 6e Premier ministre de l'Inde. Entré en fonction le 31 octobre 1984 après l'assassinat de sa mère Indira Gandhi, il démissionne à la suite de son échec aux élections législatives du 2 décembre 1989. En 1991, alors en campagne pour sa réélection, il meurt assassiné dans un attentat-suicide à la ceinture explosive commis par une militante des Tigres de libération de l'Îlam tamoul.

## Famille

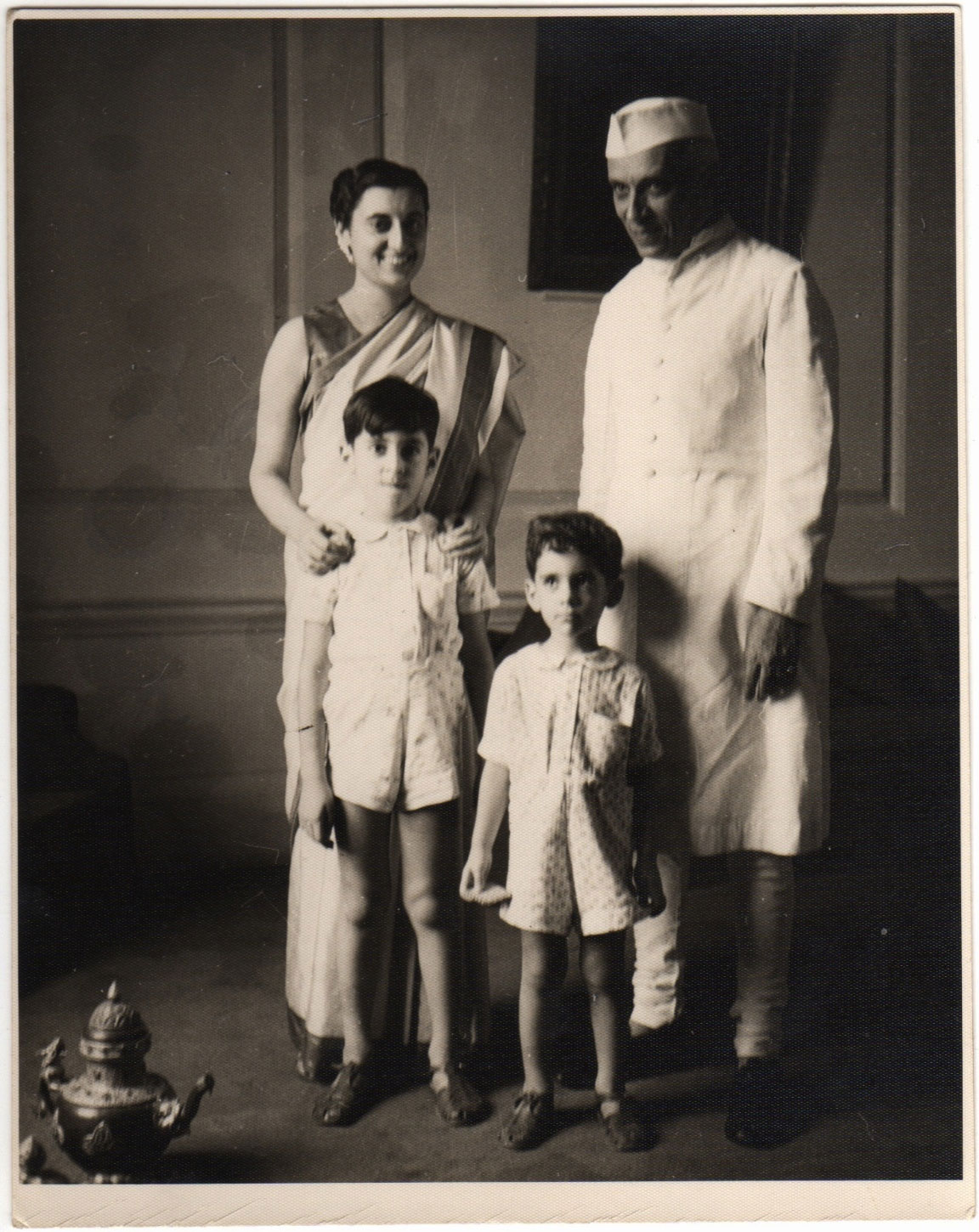
Indira Gandhi, Jawaharlal Nehru, Rajiv Gandhi et Sanjay Gandhi en 1949.

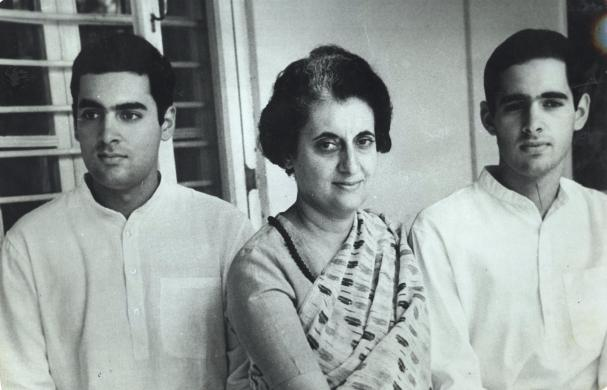
Indira Gandhi entourée de ses fils Rajiv et Sanjay Gandhi.

Rajiv Gandhi appartient à la « dynastie » des Nehru-Gandhi. Il est l'arrière-petit-fils de Motilal Nehru, avocat richissime et combattant pour l'indépendance de l'Inde, le petit-fils du Premier ministre Jawaharlal Nehru, le fils de la Première ministre Indira Gandhi (née Indira Nehru) et le mari de Sonia Gandhi (née Sonia Maino), devenue présidente du Parti du Congrès. Il est le père du vice-président du Parti du Congrès Rahul Gandhi et de Priyanka Gandhi. Son frère cadet est Sanjay Gandhi.
Son père était le journaliste et homme politique Feroze Gandhi. Il n'a pas de lien de parenté avec le Mahatma Gandhi.

## Jeunesse
Rajiv Gandhi étudie à la prestigieuse Doon School. Il rencontre sa future épouse Sonia Gandhi pendant ses études à l'université de Cambridge en Angleterre. Ne se destinant pas tout d'abord à une carrière politique, il devient pilote de ligne pour la compagnie Air India. Ce n'est qu'après le décès de son jeune frère Sanjay dans un accident aérien qu'il devient le dauphin de sa mère pour prendre la tête du Parti du Congrès.

## Carrière politique

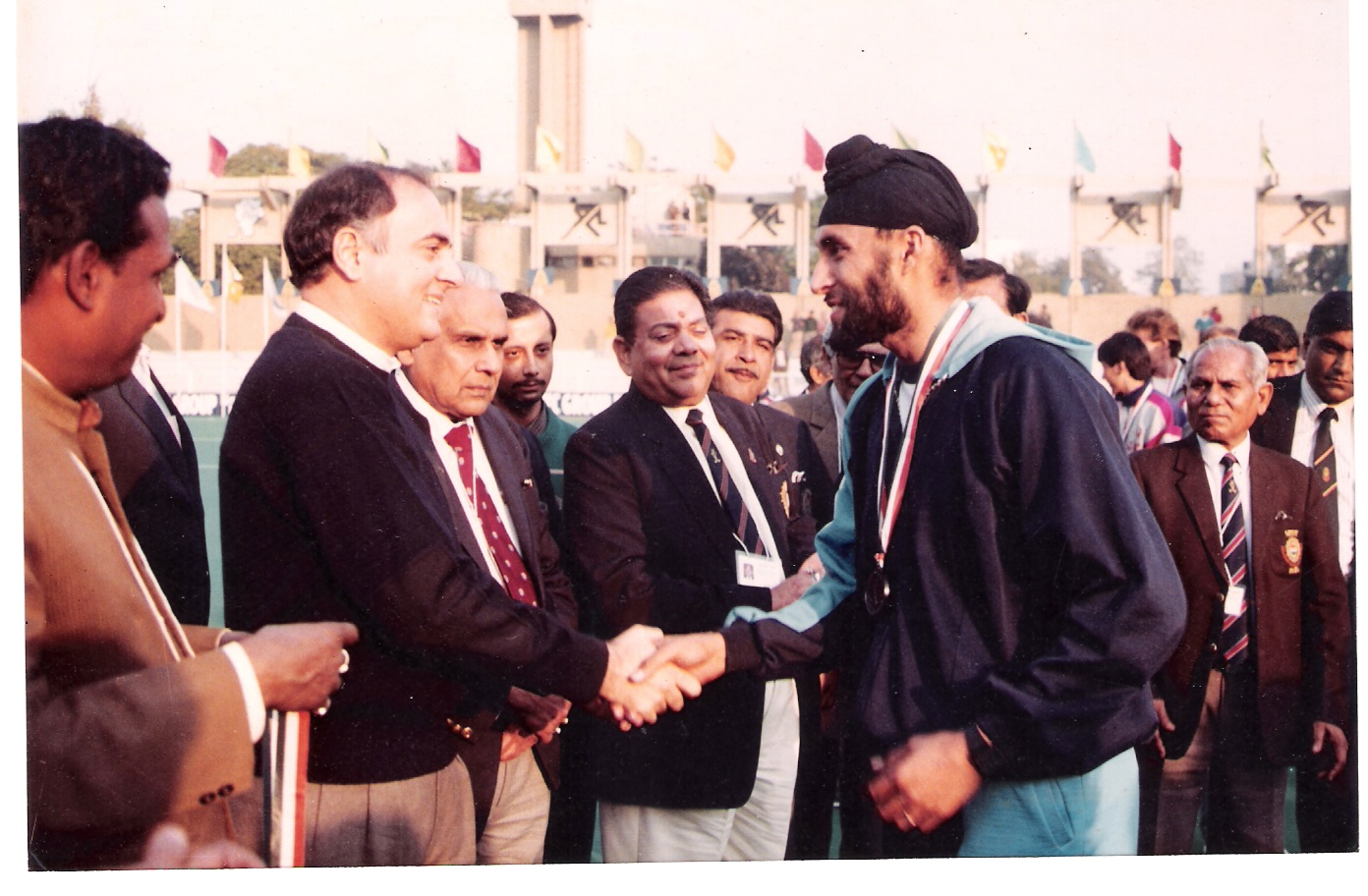
Rajiv Gandhi durant une cérémonie en 1991.

Élu député en 1981 dans la circonscription auparavant détenue par son frère, Rajiv est choisi par son parti comme Premier ministre quelques heures après l'assassinat de sa mère, tuée par deux de ses gardes du corps sikhs. Deux mois plus tard, il remporte les élections législatives, profitant d'une vague de sympathie populaire à la suite de la mort d'Indira Gandhi.

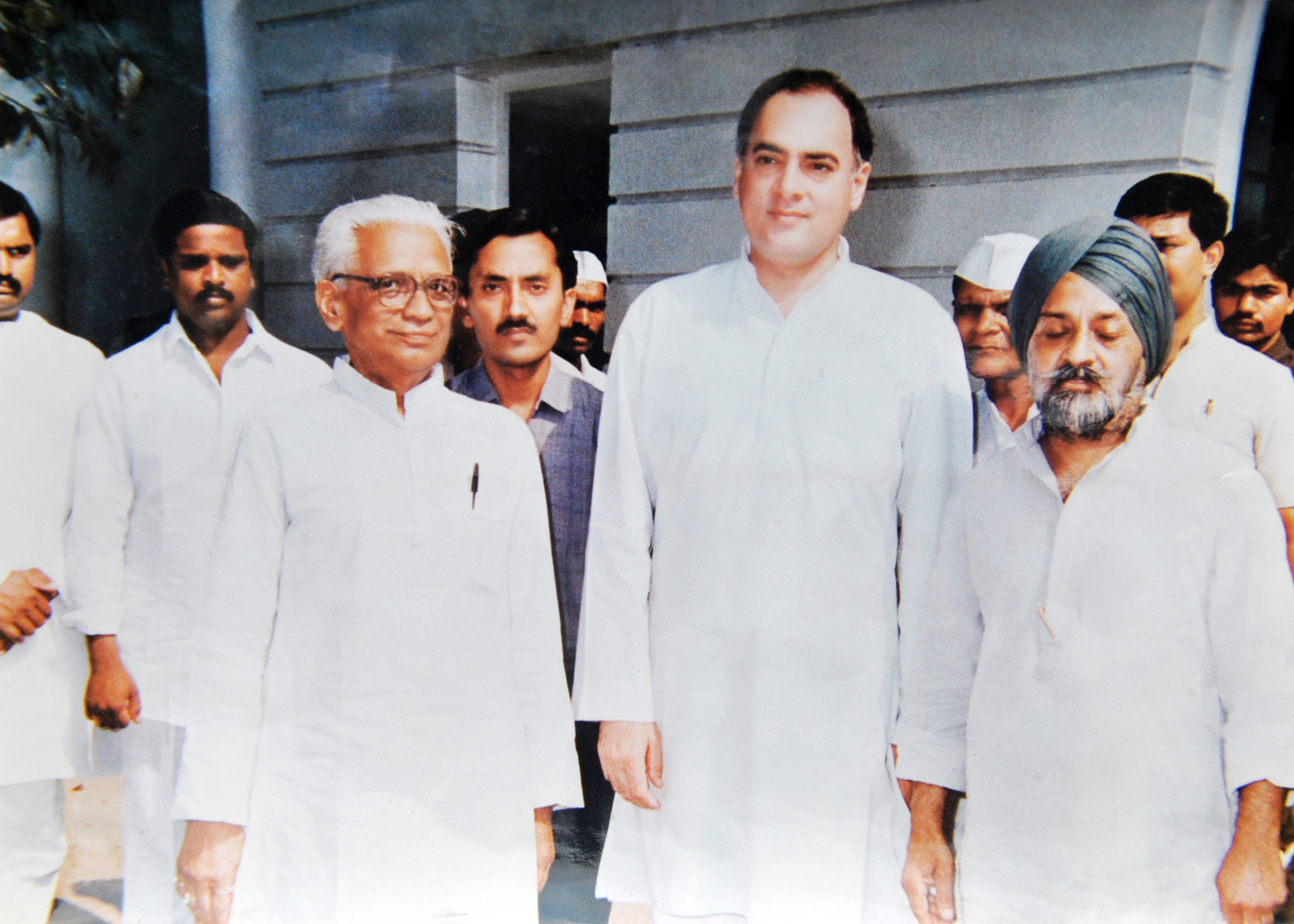
Rajiv Gandhi avec des invités à Panchavati en 1988.

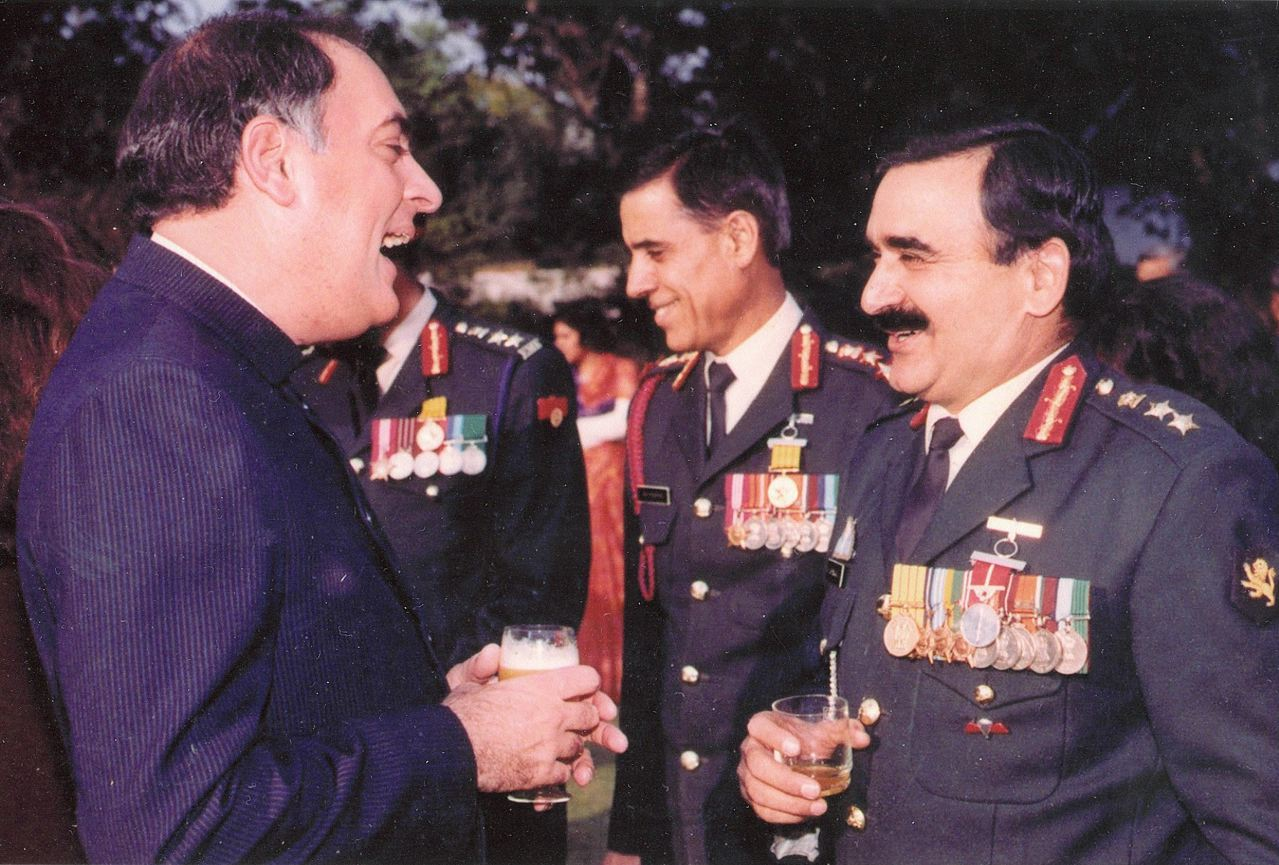
Rajiv Gandhi au cours d'une soirée en l'honneur des membres de l'expédition militaire indienne ayant atteint le pôle Sud.

Durant son mandat de Premier ministre, il apporte un certain dynamisme à une fonction qui n'avait été occupée, avant lui, que par des personnes d'un certain âge. Il rompt avec la politique socialiste pro-soviétique menée par sa mère. Il initie la libéralisation de l'économie indienne par la suppression de la licence administrative pour les entreprises, encourage l'essor des télécommunications et renforce les liens de l'Inde avec les États-Unis. Son gouvernement promulgue en 1985 une loi antiterroriste afin de faire face aux troubles indépendantistes qui secouent le Pendjab. À la suite de nombreuses critiques venant des militants des droits de l'homme, cette loi est abrogée en 1995, les juridictions d'exception mises en place étant toutefois maintenues pour juger les affaires en cours.

Rajiv Gandhi et son épouse, Sonia Gandhi, reçus à la Maison-Blanche par le président Ronald Reagan et son épouse Nancy Reagan, en juin 1985.

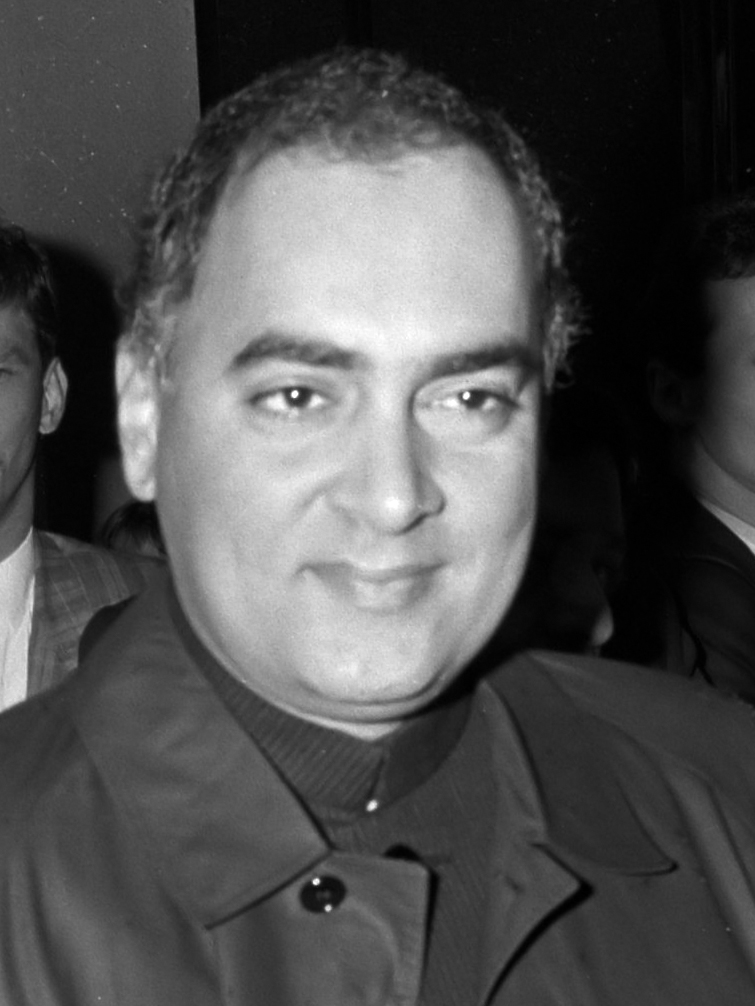
Rajiv Gandhi en 1987.

En 1971 est créé un Comité sur le statut des femmes en Inde, en vue de recueillir des données pour l'Année internationale des femmes, initiative de l'Organisation des Nations unies. À sa publication en 1974, le rapport issu du comité suscite un choc, révélant que la condition des femmes n'a guère évolué depuis l'indépendance. Il est à l'origine de la deuxième vague du Mouvement indien des femmes et inspirera les mesures prises par Rajiv Gandhi comme Premier ministre. Si sa mère Indira Gandhi n'était pas féministe et n'a pas eu de politique dédiée aux Indiennes, Rajiv Gandhi a en revanche compris l'intérêt de capter le vote féminin, tout comme il considérait que ce sujet s'acclimatait à ses projets de réforme de l'État et de la société. Il mène donc une politique de « féminisme d'État » (création de commissions dédiées, quotas politiques).
Son gouvernement est entaché par l'affaire Bofors, nommée d'après la société suédoise du même nom. Ce scandale porte sur une quarantaine de millions de dollars, versés en échange de contrats à des politiciens indiens par l'intermédiaire de l'homme d'affaires italien Ottavio Quattrocchi (en), un proche de la famille Gandhi. Cette affaire contribue à l'échec du Parti du Congrès aux élections de novembre 1989.

## Assassinat

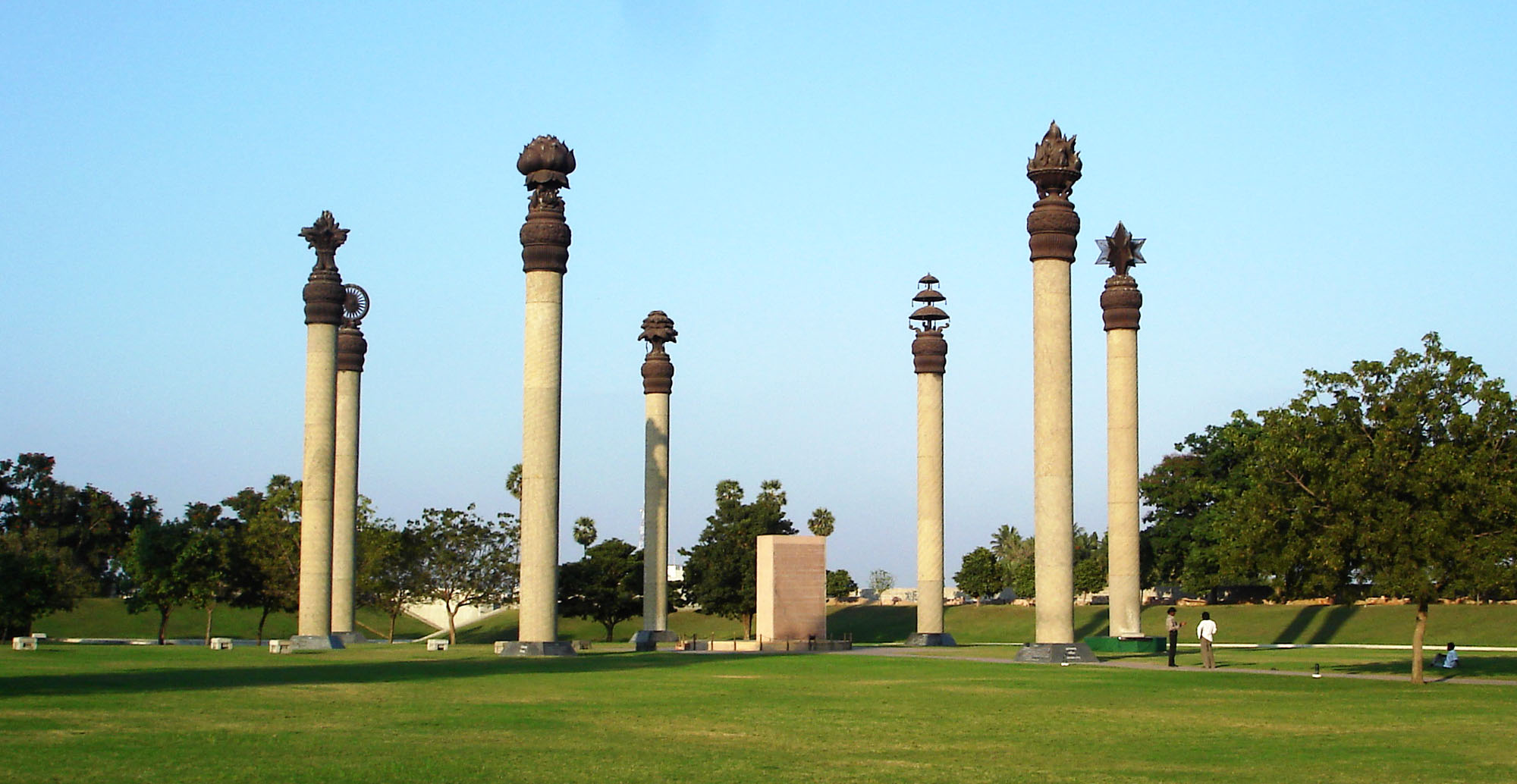
Mémorial sur le site de l'attentat.

L'intervention militaire du gouvernement de Rajiv Gandhi — de juillet 1987 à mars 1990 — dans la guerre civile opposant le gouvernement du Sri Lanka aux indépendantistes tamouls conduit à son assassinat le 21 mai 1991. Alors qu'il fait campagne pour sa réélection dans l'État du Tamil Nadu, il est victime d'un attentat-suicide perpétré par Kalaivani Rajaratnam (en) (surnommée Dhanu ou Thenmozhi), une militante tamoule sri lankaise âgée de 22 ans. Cet attentat fut commandité par Velupillai Prabhakaran, chef des LTTE,,. En plus de Gandhi et de la terroriste, 14 autres personnes meurent, dont des enfants, et 43 personnes sont blessées par l'explosion.
Ses funérailles nationales se déroulent le 24 mai et sont télédiffusées en direct; des dignitaires de 60 pays assistent à la cérémonie. Son corps est incinéré sur les berges de la rivière Yamuna, un affluent du Gange. 
Comme pour l'assassinat de sa mère en 1984, cet attentat suscite un mouvement de sympathie et entraîne la victoire du Parti du Congrès aux élections législatives de 1991.